# Hagibbor SE
A Hagibbor Sportegyesület, vagy Haggibor SE, románul AS Haggibor kolozsvári zsidó sportklub volt 1920–1941 között.

## Története
A sportegyesületet 1920. március 20-án alapította Giszkalay János író, Knöpfler Bernát orvos és Chajim Weissburg ügyvéd, cionista vezető. Első elnöke dr. Fischer József volt, őt Stotter Aladár, majd Jámbor Ferenc követte. 1921. december 4-én az egyesület csatlakozott a Makkabi zsidó sportvilágszövetséghez.
Székháza az Unió utca (Str. Memorandumului) 13. szám alatt volt, edzőterme a régi unitárius kollégiumban.
Legelsőként a labdarúgó-szakosztály indult el, és első helyen végzett az első kolozsvári városi bajnokságban. Az 1930-as években Erős Lajos újságíró, sakkozó elnöksége alatt kezdte el tevékenységét a torna-szakosztály. 1939-ben már úszó-, teke-, tenisz-, vízilabda, síelés és turizmus, sakk-, atlétika-, asztalitenisz- és ökölvívás-szakosztályai is voltak. Nagy létszámú csoportokkal kirándulásokat szerveztek a város környéki erdőkbe. A fiatal nők sportolásához két tornaterem állt rendelkezésre. Felmerült egy sporttelep építésének gondolata is, ehhez 1922-ben telket vásároltak az Attila úton.
A Romániában 1940. augusztus 8-án megjelent 2650. számú törvényerejű rendelet megszüntette azokat a sportegyesületet, amelyekben a román nemzetiségű keresztény sportolók nem voltak többségben, így a Hagibbort és sportolóit törölték az ágazati sportszövetségek nyilvántartásából. A második bécsi döntést követően, amikor a magyarországi zsidótörvényeket hatályba léptek Észak-Erdélyben is, a sportegyesületeknek egyáltalán nem lehettek zsidó tagjaik, ennek következtében 1941-ben a Hagibbor is megszűnt.
1945 után kísérlet történt az egyesület újjászervezésére, de az érdeklődők alacsony száma miatt a siker elmaradt.
2000-ben Izraelben bélyegsorozatot bocsátottak ki a klub megalakulásának 80. évfordulója alkalmából.

## Neves sportolói
- Asztalitenisz: az egyesület játékosai 1934–1937 között négy országos bajnoki címet szereztek. A román válogatott, amelyben három kolozsvári sportoló, Marin Vasile Goldberger(wd), Diamandstein Erwin és Paneth Farkas szerepelt, az 1936-os világbajnokságon ezüstérmes lett. A női asztaliteniszezők csapata (Havas Kató, Weisz Éva, Goldstein Alice) 1940-ben országos bajnoki címet szerzett. Női párosban Havas Kató és Kolozsvári Sári 1939-ben és 1940-ben nyertek országos bajnokságot.
- Atlétika: Andor Imre 1921-ben és 1922-ben országos bajnoki címet szerzett a 110 méteres gátfutásban.
- Kardvívás: Altmann Endre 1935-ben  országos bajnoki címet szerzett. Erős László bronzérmes lett az 1935-ben Tel-Avivban megrendezett Maccabi Játékokon.
- Labdarúgás: Hirsch Elemér és Jacobi Dezső(wd) a román válogatottságig jutottak el. Az 1920–21-es szezonban itt játszott Nyúl Ferenc is.
- Úszás: Rosenberg Piri 1929-ben, 1930-ban és 1931-ben országos bajnok lett 100 méteres mellúszásban.